# Кузма, Кайл
Кайл Александр Кузма (англ. Kyle Alexander Kuzma; род. 24 июля 1995, Флинт, Мичиган) — американский профессиональный баскетболист, выступающий за клуб НБА «Милуоки Бакс». В этом же году на драфте НБА 2017 года был выбран в первом раунде под общим 27-м номером клубом «Бруклин Нетс», однако был включен в сделку по обмену и в итоге перебрался в Лос-Анджелес. Играет на позиции тяжелого форварда. На уровне колледжей выступал за Университет Юты, в составе которого попал в первую сборную Конференции Pac-12.

## Школа и колледж
Кузма посещал школу Шварц Крик, затем перешел в старшую школу Бентли в Мичигане. В последний год обучения набирал в среднем 17,9 очка, совершал 14,4 подбора, отдавал 3,8 результативных передач и совершал 3,4 блок-шота в среднем за матч. Кузма посылал видеозаписи своих выступлений в YMCA, чтобы попасть на подготовительные курсы. В итоге он попал в сферу интересов Вина Спарацио, который был главным тренером Академии Райз в Филадельфии. Спарацио в качестве положительных сторон Кузмы отмечал соотношение рост-вес, а также чувство игры. В итоге он был зачислен. По окончании сезона с результатом в среднем 22 очка и 7 подборов игрок получил несколько приглашений от колледжей I Дивизиона. До того, как принять приглашение Юты, игрок рассматривал варианты в Коннектикуте, Айова, Теннесси и Миссури.
В Университет Юты Кузма попал в 2013 году. Так как он был поздно зачислен, первый сезон в Университете он пропустил. Его показатели в колледже на второй и третий год стали двузначными, к третьему году они составляли 16,4 очка плюс 9,3 подбора, а также 2,4 результативных передач в среднем за матч сезона. По итогам выступлений игрок был включен в состав Первой сборной Конференции Pac-12.
По итогам сезона 2016–17 Кузма объявил, что выставляет свою кандидатуру на Драфт НБА 2017 года. Это подтвердил его тренер, в итоге до момента начала драфта игрок успел окончить колледж.

## Профессиональная карьера

### Лос-Анджелес Лейкерс (2017—2021)

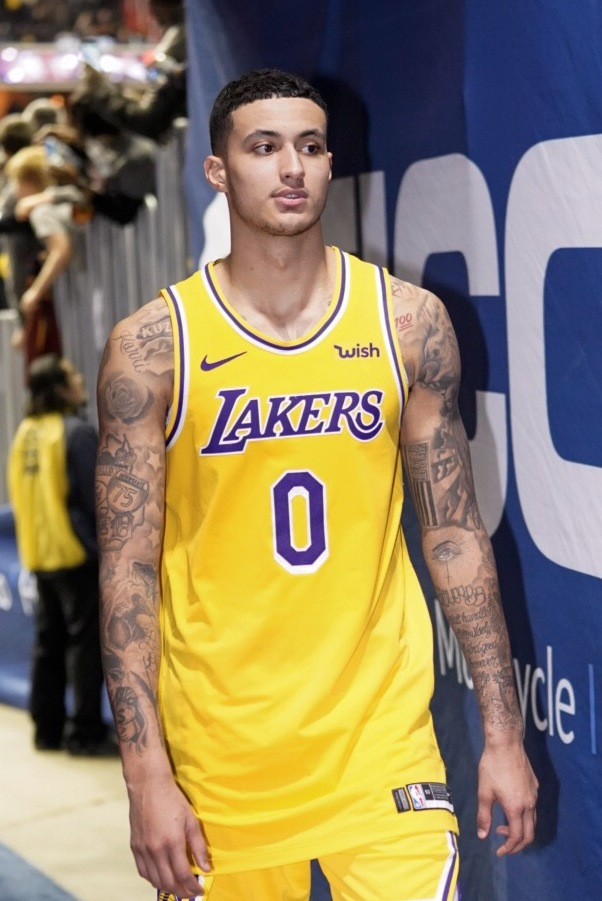
Кузма в матче за «Лейкерс»

На драфте НБА 2017 года был выбран в первом раунде под общим 27-м номером клубом «Бруклин Нетс». 22 июня 2017 года Кузма вместе с Бруком Лопесом был продан в «Лос-Анджелес Лейкерс». «Бруклин» получил Д’Анджело Рассела и Тимофея Мозгова. 3 июля 2017 года Кузма подписал контракт новичка с «Лейкерс».
Сыграл в шести из семи предсезонных матчей команды, выходил шесть раз в старте Летней лиги НБА 2017 года. Отличался хорошей результативностью, а также выбором позиции. В среднем набирал 21,9 очка, совершал 6,4 подбора, отдавал 2,7 результативные передачи, совершал 1,4 блок-шота, а также 1,1 перехвата. По итогам матчей попал во Вторую сборную Летней лиги 2017 года. Кроме того, получил приз MVP матча против «Портленд Трэйл Блэйзерс», сделал дабл-дабл из 30 очков и 10 подборов, а его команда одержала победу со счётом 110-98.

### Вашингтон Уизардс (2021—2025)
6 августа 2021 года Кузму обменяли в «Вашингтон Уизардс» как часть пакета за Рассела Уэстбрука. В январе 2022 года Кузма сыграл 7 игр подряд с 20+ очками, что стало самым продолжительным результатом в его карьере. 10 февраля 2022 года Кузьма оформил свой первый трипл-дабл в победе над «Бруклин Нетс» со счетом 113–112, набрав 15 очков, 13 подборов и 10 передач.
В 2024 году он с другими известными людьми участвовал в праздничной рекламе украшений от David Yurman House of Joy.

### Милуоки Бакс (2025—настоящее время)
6 февраля 2025 года Кузма был продан в «Милуоки Бакс» в рамках многокомандной сделки. Он дебютировал в составе «Бакс» 7 февраля, набрав 12 очков и сделав 7 подборов в матче с «Атлантой Хокс» (107:112). В первой игре серии плей-офф против «Индианы Пэйсерс» он набрал 0 очков, 0 подборов, 0 передач, 0 перехватов и 0 блоков при 5 промахах за 22 минуты игры. Его выступление стало шестым в истории плей-офф, когда игрок показал нули в каждой категории, и вызвало сравнения с выступлением бывшего игрока «Бакс» Тони Снелла в игре регулярного чемпионата 2017 года. Главный тренер Док Риверс объяснил нули у Кузмы ограниченными действиями с мячом.

## Личная жизнь
Кузма описывает жизнь в родном городе как "действительно жестокое место, где многие вынуждены в раннем возрасте столкнуться с улицей". Однако баскетбол лично для него становится отдушиной. Родители Кузмы разместили в гостиной кольцо и маленький Кайл уже в двухлетнем возрасте начал бросать мяч.

## Статистика

### Статистика в НБА
| Сезон                                                                                    | Команда   | Регулярный сезон | Регулярный сезон | Регулярный сезон | Регулярный сезон | Регулярный сезон | Регулярный сезон | Регулярный сезон | Регулярный сезон | Регулярный сезон | Регулярный сезон | Регулярный сезон | Серия плей-офф | Серия плей-офф | Серия плей-офф | Серия плей-офф | Серия плей-офф | Серия плей-офф | Серия плей-офф | Серия плей-офф | Серия плей-офф | Серия плей-офф | Серия плей-офф |
| Сезон                                                                                    | Команда   | GP               | GS               | MPG              | FG%              | 3P%              | FT%              | RPG              | APG              | SPG              | BPG              | PPG              | GP             | GS             | MPG            | FG%            | 3P%            | FT%            | RPG            | APG            | SPG            | BPG            | PPG            |
| ---------------------------------------------------------------------------------------- | --------- | ---------------- | ---------------- | ---------------- | ---------------- | ---------------- | ---------------- | ---------------- | ---------------- | ---------------- | ---------------- | ---------------- | -------------- | -------------- | -------------- | -------------- | -------------- | -------------- | -------------- | -------------- | -------------- | -------------- | -------------- |
| 2017/18                                                                                  | Лейкерс   | 77               | 37               | 31,2             | 45,0             | 36,6             | 70,7             | 6,3              | 1,8              | 0,6              | 0,4              | 16,1             | Не участвовал  | Не участвовал  | Не участвовал  | Не участвовал  | Не участвовал  | Не участвовал  | Не участвовал  | Не участвовал  | Не участвовал  | Не участвовал  | Не участвовал  |
| 2018/19                                                                                  | Лейкерс   | 70               | 68               | 33,1             | 45,6             | 30,3             | 75,2             | 5,5              | 2,5              | 0,6              | 0,4              | 18,7             | Не участвовал  | Не участвовал  | Не участвовал  | Не участвовал  | Не участвовал  | Не участвовал  | Не участвовал  | Не участвовал  | Не участвовал  | Не участвовал  | Не участвовал  |
| 2019/20                                                                                  | Лейкерс   | 61               | 9                | 25,0             | 43,6             | 31,6             | 73,5             | 4,5              | 1,3              | 0,5              | 0,4              | 12,8             | 21             | 0              | 23,1           | 43,0           | 31,3           | 78,4           | 3,1            | 0,8            | 0,3            | 0,3            | 10,0           |
| 2020/21                                                                                  | Лейкерс   | 68               | 32               | 28,7             | 44,3             | 36,1             | 69,1             | 6,1              | 1,9              | 0,5              | 0,6              | 12,9             | 6              | 0              | 21,6           | 29,2           | 17,4           | 66,7           | 3,8            | 1,2            | 0,3            | 0,2            | 6,3            |
| 2021/22                                                                                  | Вашингтон | 66               | 66               | 33,4             | 45,2             | 34,1             | 71,2             | 8,5              | 3,5              | 0,6              | 0,9              | 17,1             | Не участвовал  | Не участвовал  | Не участвовал  | Не участвовал  | Не участвовал  | Не участвовал  | Не участвовал  | Не участвовал  | Не участвовал  | Не участвовал  | Не участвовал  |
| 2022/23                                                                                  | Вашингтон | 64               | 64               | 35,0             | 44,8             | 33,3             | 73,0             | 7,2              | 3,7              | 0,6              | 0,5              | 21,2             | Не участвовал  | Не участвовал  | Не участвовал  | Не участвовал  | Не участвовал  | Не участвовал  | Не участвовал  | Не участвовал  | Не участвовал  | Не участвовал  | Не участвовал  |
| 2023/24                                                                                  | Вашингтон | 70               | 70               | 32,6             | 46,3             | 33,6             | 77,5             | 6,6              | 4,2              | 0,5              | 0,7              | 22,2             | Не участвовал  | Не участвовал  | Не участвовал  | Не участвовал  | Не участвовал  | Не участвовал  | Не участвовал  | Не участвовал  | Не участвовал  | Не участвовал  | Не участвовал  |
|                                                                                          | Всего     | 476              | 346              | 31,3             | 45,1             | 33,7             | 73,3             | 6,4              | 2,7              | 0,6              | 0,6              | 17,3             | 27             | 0              | 22,7           | 40,1           | 28,3           | 76,1           | 3,3            | 0,9            | 0,3            | 0,3            | 9,1            |
| Наведите курсор мыши на аббревиатуры в заголовке таблицы, чтобы прочесть их расшифровку. |           |                  |                  |                  |                  |                  |                  |                  |                  |                  |                  |                  |                |                |                |                |                |                |                |                |                |                |                |

### Статистика в NCAA
| Сезон | Команда | Conf   | Class | GP | GS | MPG  | FG%  | 3P%  | FT%  | RPG | APG | SPG | BPG | PPG  |
| --- | ------- | ------ | ----- | -- | -- | ---- | ---- | ---- | ---- | --- | --- | --- | --- | ---- |
| 2014/15 | Юта     | Pac-12 | FR    | 31 | 0  | 8,1  | 45,6 | 32,4 | 55,6 | 1,8 | 0,6 | 0,0 | 0,2 | 3,3  |
| 2015/16 | Юта     | Pac-12 | SO    | 36 | 35 | 24,1 | 52,2 | 25,5 | 61,7 | 5,7 | 1,4 | 0,3 | 0,4 | 10,8 |
| 2016/17 | Юта     | Pac-12 | JR    | 29 | 29 | 30,8 | 50,4 | 32,1 | 66,9 | 9,3 | 2,4 | 0,6 | 0,5 | 16,4 |
| Всего | Всего   | Всего  | Всего | 96 | 64 | 21,0 | 50,6 | 30,2 | 63,3 | 5,5 | 1,5 | 0,3 | 0,4 | 10,1 |
| Наведите курсор мыши на аббревиатуры в заголовке таблицы, чтобы прочесть их расшифровку Статистика приведена с сайта sports-reference.com |         |        |       |    |    |      |      |      |      |     |     |     |     |      |